# سهام الحميسي
سهام الحميسي (من مواليد 1 يونيو 1985) هي لاعبة كرة يد جزائرية. كانت جزءًا من المنتخب الوطني الجزائري. ومثلت الجزائر في بطولة العالم للسيدات 2013 لكرة اليد في صربيا، حيث احتل الفريق الجزائري المركز 22.